# Trachylepis hemmingi
Trachylepis hemmingi este o specie de șopârle din genul Trachylepis, familia Scincidae, descrisă de Gans, Laurent și Pandit 1965.
Este endemică în Somalia. Conform Catalogue of Life specia Trachylepis hemmingi nu are subspecii cunoscute.